# إدي كيرالي
إدي كيرالي (بالمجرية: Király Ede) هو متزلج فني مجري، ولد في 23 فبراير 1926 في بودابست في المجر، وتوفي في 10 أغسطس 2009 في كندا.

## وصلات خارجية
- إدي كيرالي على موقع اللجنة الأولمبية الدولية (الإنجليزية)
- إدي كيرالي على موقع أوليمبيديا (الإنجليزية)
- إدي كيرالي على موقع اللجنة الأولمبية المجرية (الهنغارية)